# Droga wojewódzka nr 923
Droga wojewódzka nr 923 (DW923) – droga wojewódzka w województwie  śląskim. Rozpoczyna się na skrzyżowaniu z drogą wojewódzką nr 919 w Raciborzu-Markowicach, następnie biegnie przez Raszczyce, Żytną, Nową Wieś, Dzimierz oraz Pstrążną i kończy się na skrzyżowaniu z drogą wojewódzką nr 935 w okolicach Rzuchowa.